# جيمس د. فولي
جيمس د. فولي (بالإنجليزية: James D. Foley)‏ هو عالم حاسوب ومهندس أمريكي، ولد في 20 يوليو 1942 في بنسيلفانيا في الولايات المتحدة.